# Moulins-sur-Yèvre
Moulins-sur-Yèvre é uma comuna francesa na região administrativa do Centro, no departamento Cher. Estende-se por uma área de 15,28 km². Em 2010 a comuna tinha 871 habitantes (densidade: 57 hab./km²).